# Сарота, Адам
Адам Томек Сарота (англ. Adam Tomek Sarota; 28 декабря 1988, Гордонвейл, Кэрнс, Квинсленд) — австралийский футболист, атакующий полузащитник.

## Карьера

### В клубах
На юношеском уровне Адам числился в командах «Пайн Риверз Юнайтед», «Брисбен Сити» и «Кёльн». В сезоне 2008 года Сарота дебютировал во взрослом футболе, года провёл 9 игр и забил 3 мяча за «Брисбен Страйкерз», выступавший в Лиге Квинсленда.
С сезона 2008/09 выступал за клуб A-Лиги «Квинсленд Роар», позже переименованный в «Брисбен Роар». В первом сезоне он провёл лишь две игры на взрослом уровне, большей частью выступая в молодёжной лиге, где был признан игроком сезона.
2 апреля 2010 года нидерландский «Утрехт» приобрёл за AU$1 800 000 трёх игроков «Роар»: Адама Сароту, Майкла Зулло и Томми Оура. Первый официальный матч за клуб он провёл 22 июля, когда на 70-й минуте вышел на поле в квалификационном матче Лиги Европы против «Тираны». В январе 2016 года перешёл в «Гоу Эхед Иглз».

### В сборных
27 августа 2010 года было сообщено о приглашении Сароты, якобы имеющего польский паспорт, в стан польской сборной, однако в тот же день Польский футбольный союз опроверг эту информацию.
С 2011 года играет за сборную Австралии.

## Достижения

### Командные
Как игрока «Брисбен Роар»:
- Чемпионат Австралии:
  - Третье место: 2008/09

### Личные
Как игрока «Брисбен Роар»:
- Национальная юношеская лига Австралии:
  - Игрок года: 2008/09